# Grand Prix Hassan II 2024
Grand Prix Hassan II 2024 byl tenisový turnaj hraný na mužském profesionálním okruhu ATP Tour v Royal Tennis Clubu de Marrakech. Třicátý odmý ročník Grand Prix Hassan II probíhal mezi 1. a 7. dubnem 2024 v marocké Marrákeši na antukových dvorcích. Představoval jedinou událost mužského ročníku na africkém kontinentu.
Turnaj dotovaný 651 865 eury patřil do kategorie ATP Tour 250. Nejvýše nasazeným singlistou se stal třicátý čtvrtý tenista světa Laslo Djere ze Srbska. Jako poslední přímý účastník do dvouhry nastoupil francouzský 105. hráč žebříčku Corentin Moutet. V důsledku invaze Ruska na Ukrajinu na konci února 2022 řídící organizace tenisu ATP, WTA a ITF s grandslamy rozhodly, že ruští a běloruští tenisté mohli dále na okruzích startovat, ale do odvolání nikoli pod vlajkami Ruska a Běloruska.
Osmý singlový titul na okruhu ATP Tour a čtvrtý antukový vybojoval 27letý Ital Matteo Berrettini, který pokračoval v návratu po půlročním výpadku zaviněném zraněním kotníku. Čtyřhru ovládli Fin Harri Heliövaara s Britem Henrym Pattenem poté, co odehráli první společný turnaj. Patten si v rámci túry ATP odvezl premiérovou trofej.

## Rozdělení bodů a finančních odměn

### Rozdělení bodů
| Soutěž       | Soutěž      | vítězové | finalisté | semifinalisté | čtvrtfinalisté | 16 v kole | 32 v kole | Q  | Q2 | Q1 |
| ------------ | ----------- | -------- | --------- | ------------- | -------------- | --------- | --------- | -- | -- | -- |
| dvouhra      | [ 1 ] [ 5 ] | 250      | 165       | 100           | 50             | 25        | 0         | 13 | 7  | 0  |
| čtyřhra mužů | [ 6 ]       | 250      | 150       | 90            | 45             | 0         | —         | —  | —  | —  |

### Finanční odměny
| Soutěž                                | Soutěž      | vítězové | finalisté | semifinalisté | čtvrtfinalisté | 16 v kole | 32 v kole | Q2      | Q1      |
| ------------------------------------- | ----------- | -------- | --------- | ------------- | -------------- | --------- | --------- | ------- | ------- |
| dvouhra                               | [ 1 ] [ 5 ] | 88 125 € | 51 400 €  | 30 220 €      | 17 510 €       | 10 165 €  | 6 215 €   | 3 105 € | 1 695 € |
| čtyřhra                               | [ 6 ]       | 30 610 € | 16 380 €  | 9 600 €       | 5 370 €        | 3 160 €   | —         | —       | —       |
| částka ve čtyřhrách je uvedena na pár |             |          |           |               |                |           |           |         |         |

## Mužská dvouhra

### Nasazení
| Stát                           | Hráč                | ATP | Nasazení |
| ------------------------------ | ------------------- | --- | -------- |
| Srbsko                         | Laslo Djere         | 35. | 1.       |
| Rakousko                       | Sebastian Ofner     | 40. | 2.       |
| Spojené království             | Daniel Evans        | 43. | 3.       |
| Itálie                         | Lorenzo Sonego      | 53. | 4.       |
| Argentina                      | Facundo Díaz Acosta | 55. | 5.       |
| Kazachstán                     | Alexandr Ševčenko   | 58. | 6.       |
| Argentina                      | Mariano Navone      | 59. | 7.       |
| Itálie                         | Flavio Cobolli      | 63. | 8.       |
| Žebříček ATP k 18. březnu 2024 |                     |     |          |

### Jiné formy účasti
Následující hráči obdrželi divokou kartu do hlavní soutěže:
- Elliot Benchetrit
- Aziz Dougaz
- Abdullah Shelbayh

Následující hráč nastoupil pod žebříčkovou ochranou:
- Matteo Berrettini

Následující hráč hráči postoupili z kvalifikace:
- Fabio Fognini
- Matteo Gigante
- David Goffin
- Nicolas Moreno de Alboran

### Odhlášení
před zahájením turnaje
- Tomáš Macháč → nahradil jej  Arthur Rinderknech
- Christopher O'Connell → nahradil jej  Alexandre Müller
- Thiago Seyboth Wild → nahradil jej  Sumit Nagal
- Alejandro Tabilo → nahradil jej  Corentin Moutet

## Mužská čtyřhra

### Nasazení
| Stát                                                                      | Hráč               | Stát               | Hráč          | ATP  | Nasazení |
| ------------------------------------------------------------------------- | ------------------ | ------------------ | ------------- | ---- | -------- |
| Rakousko                                                                  | Alexander Erler    | Rakousko           | Lucas Miedler | 88.  | 2.       |
| Kolumbie                                                                  | Nicolás Barrientos | Brazílie           | Rafael Matos  | 93.  | 3.       |
| Finsko                                                                    | Harri Heliövaara   | Spojené království | Henry Patten  | 101. | 4.       |
| Žebříček ATP k 18. březnu 2024; číslo je součtem umístění obou členů páru |                    |                    |               |      |          |

### Jiné formy účasti
Následující páry obdržely divokou kartu do hlavní soutěže:
- Elliot Benchetrit /  Aziz Dougaz
- Karim Bennani /  Hamza Karmoussi

Následující pár nastoupil z pozice náhradníka:
- Sumit Nagal /  Aleksandar Vukic

### Odhlášení
před zahájením turnaje
- Simone Bolelli /  Andrea Vavassori → nahradili je  Bart Stevens /  Petros Tsitsipas
- Lloyd Glasspool /  Jean-Julien Rojer → nahradili je  Marco Bortolotti /  Sergio Martos Gornés
- Pavel Kotov /  Alejandro Tabilo → nahradili je  Hugo Gaston / Pavel Kotov
- Alexandre Müller /  Alexandr Ševčenko → nahradili je  Sumit Nagal /  Aleksandar Vukic

## Přehled finále

### Mužská dvouhra
- Matteo Berrettini vs.  Roberto Carballés Baena, 7–5, 6–2

### Mužská čtyřhra
- Harri Heliövaara /  Henry Patten vs.  Alexander Erler /  Lucas Miedler, 3–6, 6–4, [10–4]